# エドワードII
『エドワードII』（エドワード・セカンド、原題: Edward II）は1991年公開のデレク・ジャーマンの映画。原作はクリストファー・マーロウの戯曲『エドワード二世』である。

## 概要
話はイングランドに君臨する国王エドワード2世のピアズ・ガヴェストンに対する心酔を中心に進む。そしてモーティマーの陰謀の為に双方共に転落する運命を辿る。
この映画はポストモダニズム様式と中世様式とを織り交ぜて作られたとして注目された。また、デレク・ジャーマンはエドワード2世と彼の軍隊を同性愛者の擁護者として描いた他、セックスシーンも加えた。

## スタッフ
- 監督／脚本：デレク・ジャーマン
- 原作：クリストファー・マーロウ
- 音楽：サイモン・フィッシャー・ターナー

## 出演
- スティーブン・ウォーディントン: エドワード2世
- アンドリュー・ティアナン: ピアーズ・ゲイヴストン
- ティルダ・スウィントン: イザベラ・オブ・フランス
- ナイジェル・テリー: モーティマー
- ジェローム・フリン: ケント
- ジョン・リンチ: スペンサー
- アニー・レノックス: 歌手
- ダドリー・サットン: ウィンチェスターの僧侶
- ケヴィン・コリンズ: 看守ライトボーン

## 賞
- ヴェネツィア国際映画祭女優賞：ティルダ・スウィントン